# Eupsilia iuncta-brunnea
Eupsilia iuncta-brunnea là một loài bướm đêm trong họ Noctuidae.